# Patara Churwaleti
Patara Churwaleti (gruz. პატარა ხურვალეთი) – wieś w Gruzji, w regionie Wewnętrzna Kartlia, w gminie Gori. W 2014 roku liczyła 414 mieszkańców.